# 拉尔韦尔格里亚德亚尔加尼扬
拉尔韦尔格里亚德亚尔加尼扬，是西班牙卡斯蒂利亚-莱昂萨拉曼卡省的一个市镇。 总面积30平方公里，总人口181人（2001年），人口密度6人/平方公里。